# Xavier Hochstrasser
Xavier Daniel Hochstrasser (* 1. Juli 1988) ist ein Schweizer ehemaliger Fussballspieler.

## Karriere

### Vereine
Hochstrasser spielte ab der Saison 2005 bis Sommer 2015 bei Servette FC Genève, BSC Young Boys, Calcio Padova, FC Luzern und FC Lausanne-Sport.
Mit Servette FC Genève schaffte er im Jahre 2006 den Aufstieg in die Challenge League.
Ab Juli 2015 war er beim FC Le Mont-sur-Lausanne in der Schweizer Challenge League unter Vertrag.
Hochstrasser wechselte im Juli 2016 zu Stade Nyonnais in die Promotion League, wo er bis März 2017 spielte. Andauernde körperliche Probleme sorgten dafür, dass er sich vom Profisport verabschieden musste. Nach einem Aufenthalt beim FC Onex spielt er seit August 2018 beim FC Gland in der 2. Liga regional.

### Nationalmannschaften
Hochstrasser absolvierte diverse Juniorenländerspiele für die U-20 und U-21 der Schweiz. Er nahm 2011 an der U-21-Fußball-Europameisterschaft in Dänemark teil, bei der die Mannschaft bis in den Final vorstoss. Dort kam er zu zwei Einsätzen, einmal im Gruppenspiel gegen Dänemark und ein weiteres Mal im Halbfinal gegen Tschechien.
Im Sommer 2012 nahm er mit der Schweizer Olympiamannschaft am Olympischen Fussballturnier in London teil. Für die Schweiz war dies die erste Teilnahme nach 84 Jahren. Er kam zu zwei Einsätzen.